# Легенди Чарівнолісся (фільм)
«Легенди Чарівнолісся» — український фентезі фільм режисера Віктора Андрієнка. Кінострічка за однойменним сценарієм, який переміг у 2017 році на конкурсі «Коронація слова» в номінації «Кращий кіносценарій для дітей».

## Сюжет
Історія фільму починається з того, що суворий Воїн і веселий Мольфар із примхи долі стають охоронцями чванькуватого хлопчиська, навіть не підозрюючи, що від цієї дитини залежить порятунок всього Чарівнолісся і навіть Світу. Відтепер ця трійця разом протистоятиме наймогутнішим силам зла.
Головним героєм фільму є десятирічний Марек, хлопчик-вельможа й сирота. Він зарозумілий і впертий, але шляхетний, добрий і щедрий. З народженням Марека пов'язана похмура таємниця, через яку йому доведеться протистояти злим, небезпечним і підступним міфічним створінням. На щастя, на допомогу хлопченяті прийдуть загадковий і суворий Воїн, добрий, останній зі свого племені, велетень Бродник, неймовірно балакучий, але напрочуд веселий мольфар Базіка й войовнича дівчинка-лісунка Олеся, із якою Марека зв'яже не тільки дружба, а й перша в його житті романтика. Цій різношерстій компанії доведеться не тільки знайти спільну мову, а й разом пройти крізь карколомні, сповнені чародійства пригоди, які змінять не лише долю всіх героїв, але і їхні характери.

## У ролях
| Актор                | Персонаж            |
| -------------------- | ------------------- |
| Стрельников Сергій   | Воїн                |
| Василь Бендас        | Мольфар Базіка      |
| Олександр Григор'єв  | Відьмак Лукаш       |
| Олександр Мельник    | Отаман-Розбійник    |
| Олександр Рудинський | Голомозий           |
| Артур Макунді        | Розбійник-Сарацин   |
| Віталій Теплюк       | Розбійник-Рудий     |
| Любомир Валівоць     | Розбійник-Красень   |
| Яков Гопп            | Розбійник-Низенький |
| Ігор Зоров           | Розбійник-Монах     |
| Ігор Шуб             | Старший селянин     |
| Олексій Шепельов     | Молодший селянин    |
| Ірина Лепіна         | Літня селянка       |
| Анастасія Івашина    | Молода селянка      |
| Вікторія Пашкова     | Молода селянка      |

## Кошторис
У червні 2019 року стало відомо, що компанія Віктора Адрієнка «Charmswood Pictures» (ТОВ Чарівноволісся) з проєктом під назвою «Легенди Чарівнолісся» подаються на грант Українського культурного фонду (УКФ) на конкурс з отримання коштів для препродакшену та створення тизеру. В результаті проєкт отримав грант УКФ. Проєкт посів 27-ме місце з 206 балами. Загальний бюджет на препродакшн стрічки був заявлений у розмірі ₴13,70 млн, з них УКФ просили 80 % (10,9 млн). У кінцевому результаті контракт з УКФ на отримання гранту для препродакшену було підписано на ₴9,7 млн.
У серпні 2019 року стало відомо, що «Charmswood Pictures» (ТОВ Чарівноволісся) з проєктом фільму «Легенди Чарівнолісся» виграла 11-ий пітчинг Держкіно й отримало фінансування у розмірі ₴29,9 млн з загального бюджету ₴64,8 млн. Також на пітчингу повідомили, що вже є домовленості про дистриб'ютора — ним має стати компанія B&H.

## Фільмування
19 вересня 2019 року українські ЗМІ розповіли, що розпочалися зйомки кількох сцен пригодницької кіноказки для виготовлення тизеру фільму. Зйомки стрічки було призупинено через пандемію COVID-19. Але невдовзі у видавництві САМІТ-КНИГА вийшла однойменна дитяча книга «Легенди Чарівнолісся».

## Реліз
Фільм має вийти в український прокат в 2022 році.